# 和平之爱雅各之家会堂
和平之爱雅各之家会堂（Congregation Beth Jacob Ohev Sholom）是一个犹太教正统派犹太会堂，位于美国纽约州布鲁克林威廉斯堡的罗德尼街284号。这是长岛（包括布鲁克林和皇后区）最古老的正统派会堂，以及威廉斯堡最后的非哈西迪犹太教机构之一。
会堂由正统派的德国犹太人成立于1869年，脱离了原来的犹太教改革派会堂。它于1870年在Keap街建造第一座建筑。1904年，它与Chevra Ansche Sholom合并，命名为Congregation Beth Jacob Anshe Sholom。第二年，它在南三街274–276号建造了一座新建筑，由George F. Pelham设计。
会堂建筑在1950年代因修建布鲁克林-皇后高速公路被征用并拆除，它与另一个类似情况的会堂合并，定名为和平之爱雅各之家会堂，1957年在罗德尼街284号（百老汇以南）建造了一座新建筑。
随着人口的变化，出席人数在70年代下降到700，在2010年下降到二十多人。